# Kanya King
Kanya King (nascida em Londres) é uma empresária britânica, fundadora do MOBO Awards.

## Biografia
Kanya King nasceu em Kilburn, em Londres, de mãe irlandesa e pai ganense, sendo a caçula de nove filhos. Seu pai morreu quando ela tinha 13 anos. Aos 16 anos, ela abandonou a escola quando deu à luz a seu filho.

## MOBO Awards
O Music Of Black Origin Awards (MOBO) foi estabelecido em 1995 por Kanya King e Andy Ruffell. As premiações são realizadas anualmente no Reino Unido para reconhecer artistas da música negra de qualquer nacionalidade.
O primeiro MOBO Awards aconteceu em 1996 no Connaught Rooms de Londres, e foi transmitido pela Carlton Television.

## Prêmios e reconhecimentos
Em 1999, ela foi nomeada Membro da Ordem do Império Britânico (MBE) e recebeu a Ordem de Cavalaria Britânica (CBE) na Lista de Honras de Aniversário de 2018.[carece de fontes?]
Ela ainda recebeu uma bolsa honorária do Goldsmiths College, da Universidade de Londres, um doutorado honorário em administração de empresas na Universidade Metropolitana de Londres (2006), e um doutorado na Universidade Leeds Beckett (2008).[carece de fontes?]
Em 2011, Kanya King foi nomeada uma das pessoas mais influentes de Londres pelo London Evening Standard, uma das mulheres mais empreendedoras da Grã-Bretanha (Real Business) e tem sido regularmente listada na Powerlist como uma das pessoas negras mais influentes da Grã-Bretanha. Ela foi reconhecida pela indústria da música em 2016, recebendo o prêmio "Media Pioneer" no Music Week Women In Music Awards.
Em 2017, Kanya King falou com o Evening Standard sobre a construção da marca MOBO Awards por ter sido mãe solteira aos 16 anos. Kanya também falou com a NME sobre diversidade e inclusão na indústria criativa, e com a Music Week sobre o 22º MOBO Awards ser o mais forte até agora.[carece de fontes?]
Em fevereiro de 2013, ela foi indicada como uma das 100 mulheres mais poderosas do Reino Unido pela Woman's Hour na BBC Radio 4, e também reconhecida pela BBC como uma das 100 mulheres mais inspiradoras do mundo.
Em 29 de outubro de 2015, Kanya King foi listada pela empresa britânica Richtopia no número 60 na lista dos 100 empreendedores britânicos mais influentes.